# Бёхаймкирхен
Бёхаймкирхен (нем. Böheimkirchen) — торговая община (нем. Marktgemeinde) в Австрии, в федеральной земле Нижняя Австрия.
Входит в состав округа Санкт-Пёльтен. Население составляет 4797 человек (на 31 декабря 2005 года). Занимает площадь 45,57 км². Официальный код — 3 19 03.

## Политическая ситуация
Бургомистр общины — Хельмут Габлер (АНП) по результатам выборов 2005 года.
Совет представителей общины (нем. Gemeinderat) состоит из 25 мест.
- АНП занимает 14 мест.
- СДПА занимает 8 мест.
- Зелёные занимают 3 места.